# Ernst von Glasersfeld

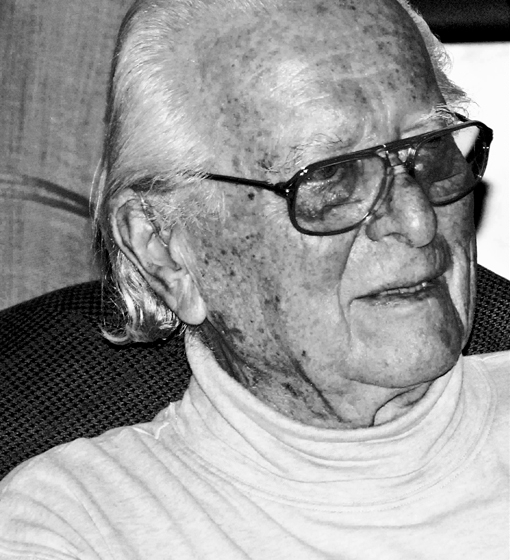
Ernst von Glasersfeld (2008)

Ernst von Glasersfeld (ur. 1917, zm. 2010) – niemiecki filozof i biolog, profesor University of Georgia oraz Scientific Reasoning Research Institute na University of Massachusetts, uważany za współtwórcę radykalnego konstruktywizmu. Interesował się przede wszystkim epistemologią. W swoich badaniach i rozważaniach inspirował się pracami szwajcarskiego psychologa i pedagoga Jeana Piageta. Na jego sposób myślenia wywarli wpływ inni radykalni konstruktywiści: Heinz von Foerster i Humberto Maturana.